# Unione Paneuropea
L'Unione Paneuropea, anche conosciuta come Unione Paneuropea Internazionale o Paneuropa, è un'associazione fondata dall'aristocratico austro-ungarico Richard Nikolaus di Coudenhove-Kalergi nel 1922 col nome di Unione Paneuropea Internazionale con l'intento di porre le basi per il conseguimento dell'unità politica ed economica dell'Europa.

## Storia

### 1922: Il progetto Pan-europeo di Kalergi

La bandiera originale del 1922 dell'Unione Paneuropea, prima che venissero aggiunte le stelle in linea con la bandiera dell'UE

Sul finire del primo conflitto mondiale, il cosmopolita Coudenhove-Kalergi iniziò a scrivere una serie di articoli nei quali indicava la necessità di addivenire ad un nuovo ordine europeo. Questi suoi propositi culminarono nel novembre 1922 con la pubblicazione del documento Paneuropa, un progetto che venne dato alle stampe a Vienna e a Berlino nel quale venivano prospettate per la prima volta l'unificazione politica ed economica degli Stati europei come rimedio agli errori del conflitto appena concluso e definito da Kalergi come “una guerra civile europea”. Nel 1923 esce infine il libro-manifesto Pan-Europa. Fra i primi a credere e finanziare il progetto, vi fu il banchiere tedesco Max Warburg (1867-1946), che lo sostenne già nel 1924. Progressivamente il progetto vede l'appoggio o l'interessamento da parte di politici ed intellettuali di estrazione politico-ideologica molto differenti fra loro, e fra questi Hjalmar Schacht, Konrad Adenauer, Paul Valéry, Seán MacBride, Thomas Mann, Stefan Zweig, Rainer Maria Rilke, Nicholas Murray Butler, Edvard Beneš, Francesco Saverio Nitti, Carlo Sforza, Sigmund Freud, Albert Einstein, Jean Monnet, John Maynard Keynes e molti altri. Altre importanti figure politiche come il presidente ceco-slovacco Masaryk, il cancelliere austriaco Ignaz Seipel e il ministro degli Esteri francese Aristide Briand furono grandi sostenitori di Paneuropa. Il progetto fu poi sostenuto dalla costituzione negli Stati Uniti di un Comitato di Cooptazione. Sotto questi auspici furono migliaia le persone convenute da 24 Stati diversi al primo congresso paneuropeo apertosi il 3 ottobre 1926 a Vienna. 

### 1929 - 1931: LaPaneuropadi Briand
Sulla scorta del successo delle varie iniziative paneuropee, il presidente del consiglio francese Aristide Briand il 5 settembre 1929 propose alla Società delle Nazioni la creazione di una Federazione degli Stati Europei. Nel corso degli sviluppi successivi, la proposta non trovò il favore completo di alcune nazioni, anche per il fatto di essere legata in pratica a doppio filo con la questione del disarmo e quella della revisione dei trattati post-bellici di cui si stava discutendo in quegli stessi anni. La discussione sulla federazione europea si sviluppò poi circa l'inclusione della Turchia e dell'URSS da una parte, e sulla natura politica o economica dell'unione. Germania e Austria annunciarono un'unione doganale nel marzo 1931 (ufficialmente sostenendo di voler avviare l'unione paneuropea nei fatti), a cui seguirono via via diversi patti di non aggressione tra le varie nazioni europee. La discussione continuò successivamente, seppur in forma minore.
Nel prosieguo degli anni Trenta del secolo scorso Kalergi mise in guardia contro i regimi totalitari di Hitler e di Stalin. Questa presa di posizione fu pagata da Paneuropa con la messa al bando in tutta la Germania, dopo che Hitler ebbe preso il potere.

### 1945: La ripresa del progetto ed il cambio di prospettive
Negli anni bellici e prebellici, anche a causa dei contrasti con i regimi che mal vedevano le sue teorie multiculturali e multietniche, Kalergi si trasferì negli Stati Uniti, dove insegnò alla New York University. In questo periodo Kalergi mantiene stretti contatti con la resistenza europea ai regimi fascisti, gettando le basi per la ricostruzione futura del progetto. A guerra finita fu infatti ripreso e sostenuto da un certo numero di politici fra cui Winston Churchill, William Joseph Donovan, Allen Welsh Dulles, Jean Monnet, Konrad Adenauer, Maurice Schumann, Otto d'Asburgo ed altri, che però imposero al progetto di Unione Paneuropea un indirizzo decisamente più tecnocratico. È nel 1947 che venne convocato in Svizzera a Gstaad il primo Congresso dell'Unione Parlamentare Europea ottenendo la formazione di un Consiglio d'Europa e di un'Assemblea Parlamentare, primo embrione dell'attuale Parlamento europeo.

### Paneuropa nel XXI secolo
Oggi Paneuropa prosegue nel progetto di Kalergi promuovendo il consolidamento dell'Europa attraverso il dialogo e lo sviluppo delle nazioni europee nei campi della cultura, dell'economia, della politica e della difesa militare comune, grazie al contributo di Otto d'Asburgo, che ha raccolto la leadership di Kalergi, e sotto la direzione organizzativa di Bernd Posselt e Warburga d'Asburgo-Douglas.  Nel dicembre 2004 Otto d'Absburgo ha rimesso il suo incarico di Presidente dell'Unione Paneuropea che è stato assunto da Alain Terrenoire. Otto d'Asburgo è stato poi nominato Presidente Onorario dell'Unione Paneuropa Internazionale, carica che ha mantenuto fino alla sua morte, nel 2011.
L'Unione Paneuropea Internazionale conta ad oggi sedi nei seguenti Paesi europei: Albania, Austria, Belgio, Bosnia ed Erzegovina, Croazia, Estonia, Finlandia, Francia, Germania, Italia, Lettonia, Lussemburgo, Macedonia del nord, Regno Unito, Repubblica Ceca, Romania, San Marino, Svezia, Svizzera, Slovacchia, Slovenia, Spagna, Ungheria.

## Le tre tappe dell'unificazione ed i nove punti del programmaPaneuropa
Coudenhove-Kalergi elabora un progetto di unificazione federale. Esso prevede tre tappe:
1. Una cooperazione intergovernativa stretta tra gli Stati europei: saranno previsti degli incontri periodici. Le decisioni si prendono all'unanimità in questa fase.
2. Un'unione doganale tra i partecipanti.
3. La fase federale: gli Stati Uniti d'Europa.

Il programma di Kalergi prevede nove punti:
1. È necessario che questa unione sia una confederazione europea con una garanzia reciproca di delegazione legale della sovranità. I governi devono, in altre parole, essere sicuri che la cessione di sovranità avverrà in egual misura per tutte le parti.
2. Per gestire i conflitti tra gli Stati membri, sarà necessaria una corte federale europea.
3. Un esercito europeo, un'alleanza militare, che raggruppi contingenti dei diversi paesi, per garantire la pace a livello continentale.
4. Un'unione doganale progressiva.
5. Un'unificazione delle colonie. Sfruttamento a livello europeo.
6. Progetto di moneta unica.
7. Rispetto della diversità delle culture europee e delle molteplici civilizzazioni nazionali.
8. Rispetto e protezione delle minoranze nazionali.
9. Una buona ed efficace collaborazione nel quadro della Società delle Nazioni.

## Paneuropa Italia
L'Unione Paneuropea è presente e attiva in Italia con Paneuropa Italia, che fu rifondata a metà degli anni '80 dall'allora parlamentare europeo Gustavo Selva e dal giornalista Antonio Parisi già collaboratore di Otto d'Asburgo. Attuale Presidente nazionale è l'avv. Gianna Di Danieli e vicepresidente il Prof.Marcello Maria Fracanzani. All'interno di Paneuropa Italia agisce anche la sezione Paneuropa Giovani retta attualmente dal Segretario Marcello Menni. Paneuropa Italia e la sezione Giovani sono impegnate nel campo culturale e sociale per il consolidamento dell'ideologia dell'unità europea e per il dialogo transnazionale soprattutto in relazione all'area Balcanica e al dialogo Euromediterraneo con i Paesi della sponda Sud del Mediterraneo. Tale impegno si è concretizzato nel luglio 2007 con la divulgazione da parte della sezione Giovani del documento intitolato Appello dei Giovani di Paneuropa Italia per l'Unione Mediterranea. Nell'ottobre 2007 ha inoltre partecipato all'annuale Conferenza dell'Unione Paneuropea Internazionale tenutasi a Roma sotto l'Alto Patrocinio della Presidenza del Senato, dove si è discusso del consolidamento di una "Grande Europa" dal Mare del Nord ai Balcani e dall'Atlantico agli Urali.